# 11099 Sonodamasaki
11099 Sonodamasaki (1995 HL) là một tiểu hành tinh vành đai chính được phát hiện ngày 20 tháng 4 năm 1995 bởi K. Endate và K. Watanabe ở Kitami.